# Haploniscus curvirostris
Haploniscus curvirostris är en kräftdjursart som beskrevs av Ernst Vanhöffen 1914.
Haploniscus curvirostris ingår i släktet Haploniscus och familjen Haploniscidae. Inga underarter finns listade i Catalogue of Life.